# Nastavce
Nastavce (izvirno srbsko Наставце) je naselje v Srbiji, ki upravno spada pod Mesto Vranje; slednja pa je del Pčinjskega upravnega okraja.

## Demografija
V naselju živi 42 polnoletnih prebivalcev, pri čemer je njihova povprečna starost 39,8 let (36,8 pri moških in 43,7 pri ženskah). Naselje ima 15 gospodinjstev, pri čemer je povprečno število članov na gospodinjstvo 3,47.
To naselje je popolnoma srbsko (glede na rezultate popisa iz leta 2002).
|  |

| Demografija | Demografija     | Demografija     |
| Leto        | Št. prebivalcev | Št. prebivalcev |
| ----------- | --------------- | --------------- |
|             |                 |                 |
|             |                 |                 |
|             |                 |                 |
|             |                 |                 |
| 1948        | 154             |                 |
| 1953        | 156             |                 |
| 1961        | 135             |                 |
| 1971        | 122             |                 |
| 1981        | 65              |                 |
| 1991        | 52              | 52              |
| 2002        | 52              | 52              |
|             |                 |                 |

| Etnična sestava po popisu iz leta 2002 | Etnična sestava po popisu iz leta 2002 | Etnična sestava po popisu iz leta 2002 | Etnična sestava po popisu iz leta 2002 | Etnična sestava po popisu iz leta 2002 |
| -------------------------------------- | -------------------------------------- | -------------------------------------- | -------------------------------------- | -------------------------------------- |
| Srbi                                   | Srbi                                   |                                        | 52                                     | 100,0%                                 |
| Neznano                                | Neznano                                |                                        | 0                                      | 0,0%                                   |